# Arboreto y jardines de la mansión Blithewold
El Arboreto y jardines de la mansión Blithewold en inglés: Blithewold Mansion, Gardens and Arboretum, es un arboreto de 13 hectáreas (32 acres), que incluye una casa de estilo Colonial Revival rodeada de jardines de 4 hectáreas (9.9 acres) en Bristol, Rhode Island.
El Blithewold Mansion, Gardens and Arboretum se encuentra enlistado en el Registro Nacional de Lugares Históricos. Es bien conocido por su arquitectura, majestuosos jardines de césped y sus más de 300 especies de plantas leñosas de los jardines y de su colección botánica, incluyendo tanto especies nativas como exóticas.

## Localización
Se ubica a medio camino entre Newport y Providence, en el Bristol Harbor con vistas sobre Narragansett Bay. 
Blithewold Mansion, Gardens and Arboretum 101 Ferry Road, Bristol, Bristol county, Rhode Island RI 02809  United States of America-Estados Unidos de América.

## Casa y museo
La mansión y sus jardines se establecieron en la década de 1890 gracias a la iniciativa de Augustus and Bessie Van Wickle que los crearon como su residencia de verano. 
Augustus Van Wickle procedía de Hazleton, Pennsylvania. Era un magnate que hizo su fortuna en el negocio de la minería del carbón, y fue el donante de las denominadas puertas de Van Wickle a la Brown University. 
Los terrenos actuales fueron diseñados por John DeWolf, y realizados entre 1896 y 1913.

## El arboreto
En los terrenos de Blithwold se incluyen especies de América del Norte, Europa, China y Japón. Entre sus especies de árboles incluyen magnolia (Magnolia spp.), Tilia spp., Ginkgo (Ginkgo biloba), Tulipero negro (Nyssa sylvatica), sequoia enana (Metasequoia glyptostroboides), Franklinia (Franklinia alatamaha), Tsugas (Tsuga canadensis), varias especies de robles (Quercus spp.) y hayas (Fagus spp.). 
Otros árboles notables dignos de ser destacados son un árbol pagoda péndulo (Styphnolobium japonicum 'Pendula'), Hiba (Thujopsis dolobrata), árbol Katsura  (Cercidiphyllum japonicum) y Cryptomeria japonica. 
También se incluyen Tejos ingleses (Taxus baccata) y juniperos orientales (Juniperus virginiana), así como la que se afirma que es la más grande Sequoia gigante (Sequoiadendron giganteum) en la costa este, plantada en 1911, y en la actualidad con una altura cercana a los 30 metros (100 pies).
El bosquete de Bambúes de Blithewold cubre un área casi del tamaño de una cancha de tenis, y está sembrado de Phyllostachys aureosulcata; es un bosquete de bambú amarillo, que crece hasta 10 metros (33 pies) de altura.
Blithewold ha mantenido contactos con el Arnold Arboretum desde 1926, cuando el personal de botánicos visitaron Blithewold para ver en flor al árbol de caoba chino (Toona sinensis); se cree que esa fue la primera vez que esa especie floreció en Estados Unidos.